# Piancavallo
Piancavallo (furlanisch Plancjaval) ist eine italienische Ortschaft in der Region Friaul-Julisch Venetien. Sie ist eine Fraktion der Gemeinde Aviano und vor allem als Wintersportgebiet bekannt. Der etwa 1500 Einwohner zählende Ort liegt auf einer Höhe von 1267 Metern, unterhalb des 2251 Meter hohen Monte Cavallo (Cimon del Cavallo). In den 1980er und 1990er Jahren fanden hier mehrmals Rennen des Alpinen Skiweltcups statt.